# یواس‌اس کامانچ (۱۸۶۴)
یواس‌اس کامانچ (۱۸۶۴) (به انگلیسی: USS Camanche (1864)) یک کشتی بود که طول آن ۲۰۰ فوت (۶۱ متر) بود. این کشتی در سال ۱۸۶۴ ساخته شد.